# Plantation (album)
Plantation – jedenasty album studyjny Don Carlosa, jamajskiego wykonawcy muzyki roots reggae.
Płyta została wydana w roku 1984 przez brytyjską wytwórnię CSA Records. Nagrania zarejestrowane zostały w studiach Harry J i Channel One w Kingston. Ich produkcją zajął się Roy Cousins. W roku 1997 nakładem wytwórni Charly Records ukazała się reedycja albumu na CD, zawierająca także kilka dodatkowych utworów.

## Lista utworów

### Strona A
1. "Plantation"
2. "Promise To Be"
3. "Tear Drops"

### Strona B
1. "Declaration Of Rights"
2. "Ain't Too Proud To Beg"
3. "Pretty Baby"

Wszystkie utwory w wersji "extended" (poszerzone o dub)

## Muzycy
- Dwight "Brother Dee" Pinkney - gitara
- Lascells "Tonic" Dunkley - gitara rytmiczna
- Larry "Professor" Silvera - gitara basowa
- Errol "Flabba" Holt - gitara basowa
- Lincoln "Style" Scott - perkusja
- Leroy "Horsemouth" Wallace - perkusja
- Alric "Goldielocks" Lansfield - chórki, wokal w utworach "Tear Drops" i "Pretty Baby"